# Ammi Moussa
Ammi Moussa är en ort i Algeriet.   Den ligger i provinsen Relizane, i den norra delen av landet, 200 km sydväst om huvudstaden Alger. Ammi Moussa ligger 157 meter över havet och antalet invånare är 23 001.
Terrängen runt Ammi Moussa är huvudsakligen lite kuperad. Ammi Moussa ligger nere i en dal. Runt Ammi Moussa är det ganska tätbefolkat, med 139 invånare per kvadratkilometer. Det finns inga andra samhällen i närheten. Omgivningarna runt Ammi Moussa är i huvudsak ett öppet busklandskap.